# Schloss Pitschen

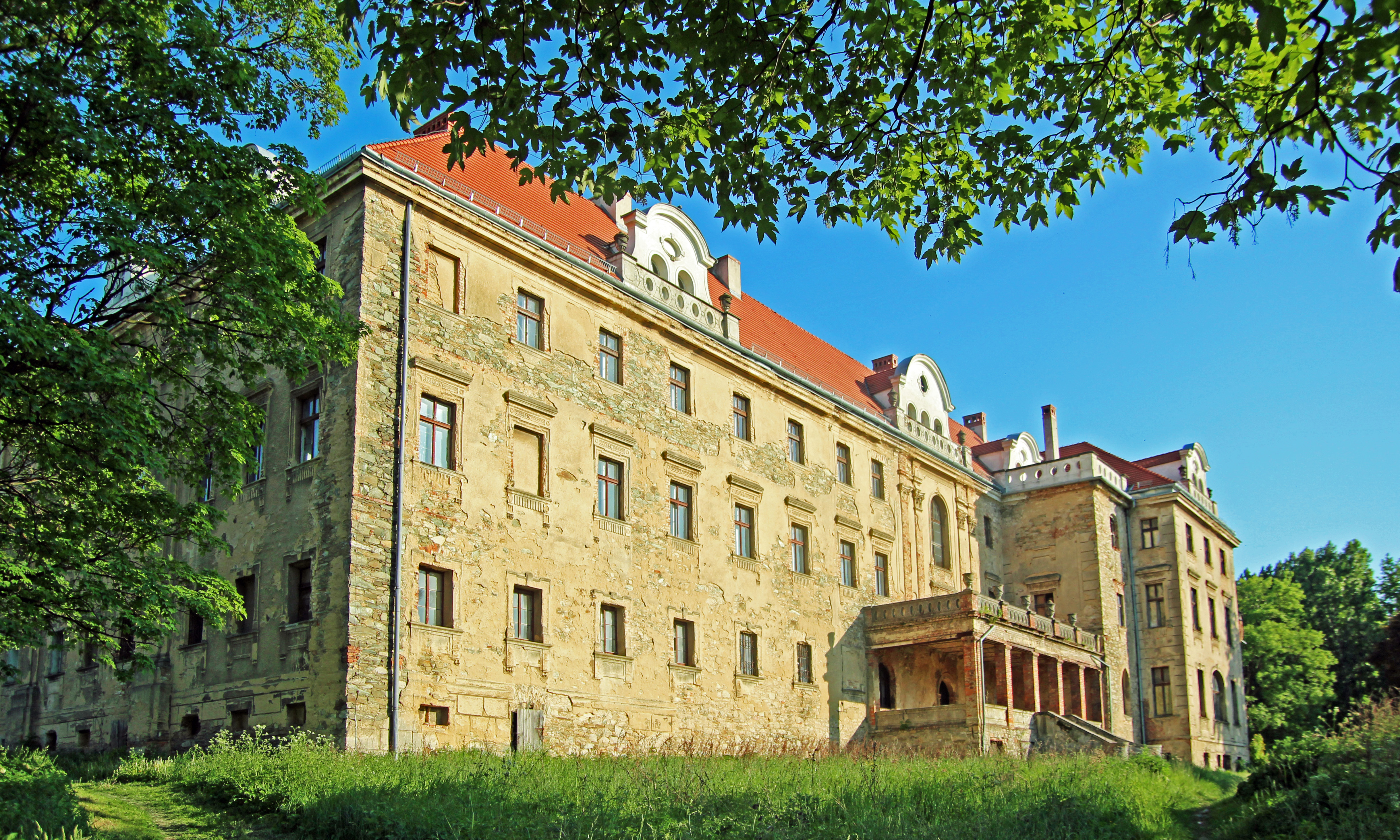
Schloss Pitschen

Das Schloss Pitschen (polnisch Pałac w Pyszczynie) ist ein Schloss in Pyszczyn (deutsch: Pitschen) in der Stadt- und Landgemeinde Żarów (Saarau) im Powiat Świdnicki der Woiwodschaft Niederschlesien in Polen.

## Ortsgeschichte
Im Mittelalter saßen hier die Ritter von Tschirn. Die erste Erwähnung einer Burg in Pitschen stammt von 1365. Ab 1520 saßen die Reichenbach auf Pitschen. Im Jahr 1727 verpachtete der Bischof von Breslau, Franz Ludwig von Pfalz-Neuburg, den gesamten Besitz an Heinrich Gottfried Freiherr von Spättgen. Im selben Jahr heiratete seine Tochter Josefa Barbara von Spättgen den Grafen Friedrich Rudolf von Matuschka und Toppolczan und brachte das von ihrem Vater erworbene Gut in die Ehe ein. Die Grafen hatten sogleich auch einige Landesämter inne, zumeist die eines Landesältesten. Anschließend stifteten die Grafen einen Familienfideikommiss für das Majorat Pitschen. Bald bildete sich für Pitschen eine genealogisch eigene gräfliche Familienlinie heraus. Gräfin Matuschka lud immer wieder Dauergäste nach Schloss Pitschen ein, zumeist mit Bezug zur katholischen Kirche, oder Konvertiten derselben. Die männlichen Vertreter sind, da katholischer Konfession, Mitglieder des Souveränen Malteserordens, und waren Mitglied der Standesorganisation Deutsche Adelsgenossenschaft. Das Gut blieb bis 1945 im Besitz der von Matuschka-Toppolczans.

## Baugeschichte
Laut Inschrift am Schlossportal wurde das Schloss 1727 durch Heinrich Gottfried von Spättgen umgebaut. Zu dieser Zeit wurde auch die Schlosskapelle hinzugefügt. In den Jahren 1794–1796 wurde das Schloss durch Aufstockung und Vergrößerung des Baukörpers und durch einen neuen Flügel, in den die Kapelle integriert wurde, erweitert.

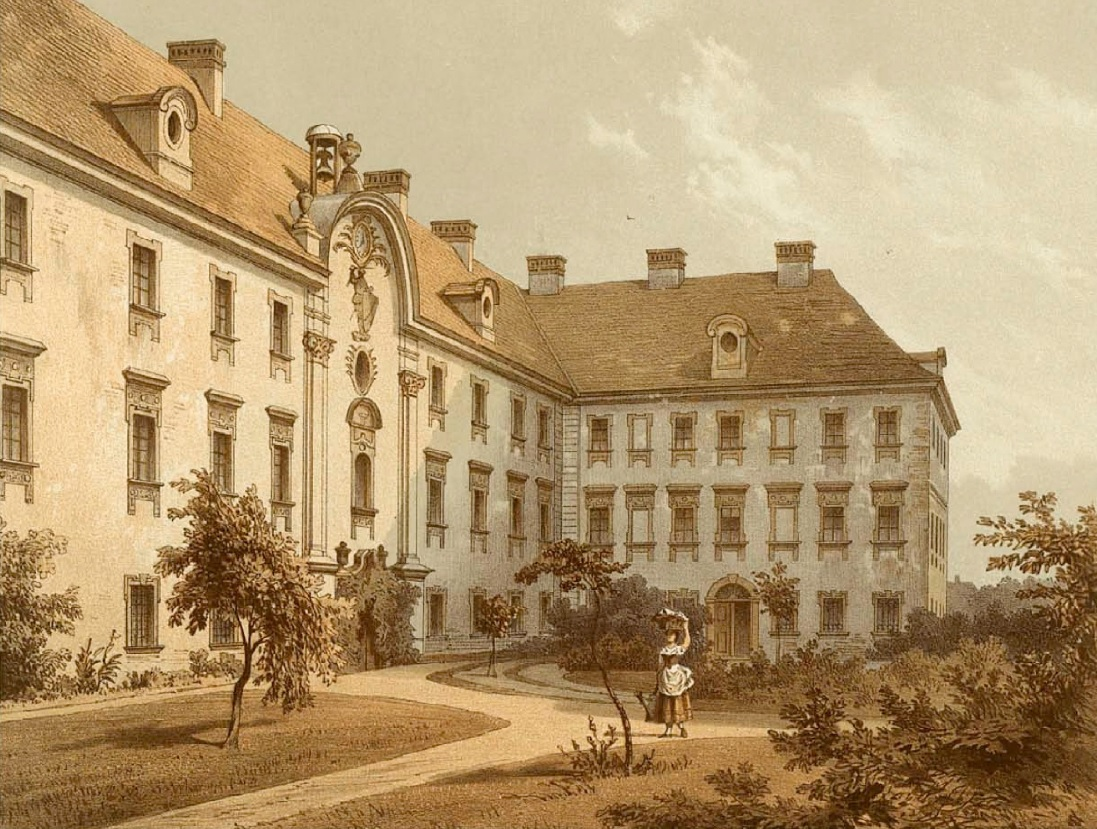
Rittergut Pitschen, Sammlung Alexander Duncker

Im Jahr 1882 wurde das Schloss gründlich renoviert, was Pläne von 1881 belegen, die im Architekturmuseum der Technischen Universität Berlin erhalten sind. Architekt des Umbaus war Carl Johann Lüdecke, von dem auch die Breslauer Neue Börse stammt. Carl Johann Lüdecke wurde in der Region durch den Bau von Schlössern bekannt, insbesondere in Bechau (heute: Biechów) bei Neisse, in Tillowitz (Tułowice) und vor allem durch Schloss Koppitz.
Nach Kriegsverwüstung und nunmehr in Polen gelegen, wurde das Schloss 1954–1957 gründlich renoviert.

## Baubestand
Das heutig erhaltene dreistöckige Gebäude auf L-förmigem Grundriss zeigt im Wesentlichen klassizistische Baumerkmale mit einigen barocken Elementen. Auf der Südseite erhebt sich ein runder Turm mit einem konischen Satteldach. Die Dachschrägen haben auf der Ostseite Dachgauben.

## Theater
Das Theatergebäude wurde 1794–1796 auf Initiative des Freiherrn von Spättgen errichtet. Im Winter 1945 von sowjetischen Soldaten verwüstet, wurde es in den 1950er Jahren zu Wohn- und Lagerzwecken oberflächlich renoviert.